# Shenzhen Airlines
Shenzhen Airlines (кит. 深圳航空) — китайская авиакомпания со штаб-квартирой в международном аэропорту Шэньчжэнь Баоань (Шэньчжэнь, провинция Гуандун, КНР), работающая в сфере внутренних и международных пассажирских перевозок.
Член глобального авиационного альянса пассажирских перевозок Star Alliance с 29 ноября 2012 года (соглашение о вступлении было подписано 6 июля 2011 года).

## История
Авиакомпания была основана в октябре 1992 года и начала деятельность 13 сентября 1993 года. Она была создана Министерством гражданской авиации Китая и властями Шэньчжэня, при финансовом участии Air China, Overseas Chinese City Economic Development Corporation, Банка Китая и Shenzhen South Tongfa Industrial Corporation. Shenzhen Airlines — одна из самых прибыльных авиакомпаний Китая. В настоящее время Shenzhen Airlines принадлежит Банку Развития Гуандуна (65 %), Air China (25 %) и Инвестиционному Управлению Шэньчжэня (10 %).
В 2004 году авиакомпания стала учредителем совместно с Lufthansa Cargo и DEG, международной грузовой авиакомпании Jade Cargo International, которая начала операции в сентябре 2005 года. Shenzhen Airlines принадлежит 51 % акций грузовой авиакомпании.
10 июня 2005 года Boeing передал первый Boeing 737—900 к Shenzhen Airlines. Shenzhen Airlines — первая китайская авиалиния, заказавшая Boeing 737—900, и это — первая прямая поставка авиалинии от Boeing авиакомпании.
В 2006 году Shenzhen Airlines подписала соглашение с Mesa Air Group о создании совместного предприятия, Henan Airlines. Эта авиакомпания была создана в октябре 2007, её флот составил 3 Bombardier CRJ-200. Планируется, что авиакомпания будет получать 20 самолётов в год в течение последующих 5 лет.
29 ноября 2012 года Shenzhen Airlines стала официальным членом альянса Star Alliance.

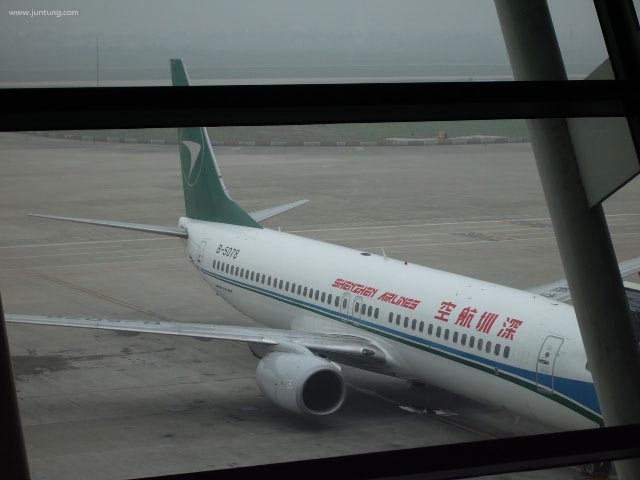
Самолёт Shenzhen Airlines в старой ливрее.

## Назначения

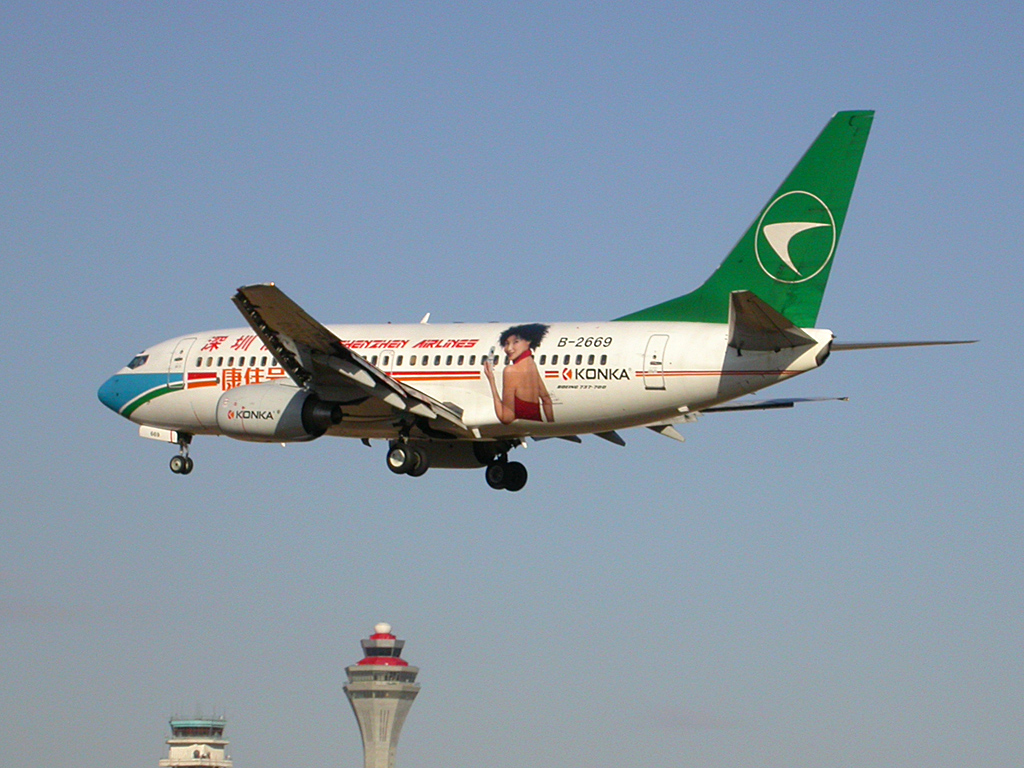
Boeing 737 авиакомпании Shenzhen Airlines в старой ливрее, приземляющийся в Пекине. На фюзеляже размещена реклама (февраль 2004)

### Партнёрские соглашения
По состоянию на январь 2015 года Shenzhen Airlines работала по код-шеринговым соглашениям со следующими авиакомпаниями:
- Air China
- All Nippon Airways
- Asiana Airlines
- Dragonair[6]
- EVA Air
- Singapore Airlines
- SilkAir[7]

## Флот
В июле 2021 года воздушный флот авиакомпании Shenzhen Airlines составляли следующие самолёты:

## Авиационные происшествия
- 26 июля 2015 года пассажир рейса Тайчжоу (провинция Чжэцзян) — Гуанчжоу (административный центр провинция провинции Гуандун) авиакомпании Shenzhen Airlines при посадке самолёта попытался произвести поджог в салоне авиалайнера. Он поджёг одно из кресел, а также дверь аварийного выхода, но был задержан пассажирами и экипажем и позже передан полиции. На борту находилось 104 человека — 95 пассажиров и 9 членов экипажа. Пострадало два человека[9].